# Bastaji, Nikšić
Bastaji este un sat din comuna Nikšić, Muntenegru. Conform datelor de la recensământul din 2003, localitatea are 146 de locuitori (la recensământul din 1991 erau 125 de locuitori).

## Demografie
În satul Bastaji locuiesc 104 persoane adulte, iar vârsta medie a populației este de 34,5 de ani (34,3 la bărbați și 34,7 la femei). În localitate sunt 29 de gospodării, iar numărul mediu de membri în gospodărie este de 5,03.
Populația localității este foarte eterogenă.
|  |

| Demografie | Demografie | Demografie |
| An         | Locuitori  | Locuitori  |
| ---------- | ---------- | ---------- |
|            |            |            |
|            |            |            |
|            |            |            |
|            |            |            |
| 1948       | 89         |            |
| 1953       | 85         |            |
| 1961       | 89         |            |
| 1971       | 106        |            |
| 1981       | 107        |            |
| 1991       | 125        | 125        |
| 2003       | 146        | 146        |

| \| Componența etnică conform recensământului din 2003[2] \| Componența etnică conform recensământului din 2003[2] \| Componența etnică conform recensământului din 2003[2] \| Componența etnică conform recensământului din 2003[2] \| Componența etnică conform recensământului din 2003[2] \| \| ----------------------------------------------------- \| ----------------------------------------------------- \| ----------------------------------------------------- \| ----------------------------------------------------- \| ----------------------------------------------------- \| \| \| \| \| \| \| \| Muntenegreni \| Muntenegreni \| \| 51 \| 34,93% \| \| Sârbi \| Sârbi \| \| 43 \| 29,45% \| \| Iugoslavi \| Iugoslavi \| \| 1 \| 0,68% \| \| necunoscută \| necunoscută \| \| 50 \| 34,24% \| |              |  |    |        |
| Componența etnică conform recensământului din 2003 |              |  |    |        |
| |              |  |    |        |
| Muntenegreni | Muntenegreni |  | 51 | 34,93% |
| Sârbi | Sârbi        |  | 43 | 29,45% |
| Iugoslavi | Iugoslavi    |  | 1  | 0,68%  |
| necunoscută | necunoscută  |  | 50 | 34,24% |